# San Juan Cacahuatepec
San Juan Cacahuatepec är en ort i Mexiko.   Den ligger i kommunen San Juan Cacahuatepec och delstaten Oaxaca, i den sydöstra delen av landet, 300 km söder om huvudstaden Mexico City. San Juan Cacahuatepec ligger 424 meter över havet och antalet invånare är 3 636.
Terrängen runt San Juan Cacahuatepec är kuperad, och sluttar söderut. Runt San Juan Cacahuatepec är det ganska glesbefolkat, med 48 invånare per kvadratkilometer. Närmaste större samhälle är San Pedro Amuzgos, 8,0 km nordost om San Juan Cacahuatepec. Trakten runt San Juan Cacahuatepec består till största delen av jordbruksmark.